# 저빌잎귀쥐
저빌잎귀쥐(Phyllotis gerbillus)는 비단털쥐과에 속하는 설치류이다. 페루에서만 발견된다.